# Nymphoides fallax
Nymphoides fallax là một loài thực vật có hoa trong họ Menyanthaceae. Loài này được Ornduff mô tả khoa học đầu tiên năm 1970.